# Euthalia seitzi
Euthalia seitzi är en fjärilsart som beskrevs av Hans Fruhstorfer 1913. Euthalia seitzi ingår i släktet Euthalia och familjen praktfjärilar. Inga underarter finns listade i Catalogue of Life.